# Saint-André-de-Double
Saint-André-de-Double é uma comuna francesa na região administrativa da Nova Aquitânia, no departamento Dordonha. Estende-se por uma área de 29,33 km². Em 2010 a comuna tinha 179 habitantes (densidade: 6,1 hab./km²).